# Gašparci
Gašparci su pogranično naselje u Hrvatskoj u sastavu Grada Delnica. Nalaze se u Primorsko-goranskoj županiji.

## Zemljopis
Nalaze se na južnoj obali rijeke Kupe. Zapadno je Sedalce (Hrvatska), sjeverozapadno su Turke (Hrvatska), Bosljiva Loka (Slovenija), sjeverno preko rijeke su Mirtoviči (Slovenija), jugoistočno su Kočičin (Hrvatska) i Srobotnik na Kupi, južno je Zagolik.

## Stanovništvo
| broj stanovnika | 145   | 128   | 98    | 91    | 114   | 109   | 107   | 139   | 113   | 102   | 75    | 57    | 47    | 34    | 17    | 15    | 11    |
|                 | 1857. | 1869. | 1880. | 1890. | 1900. | 1910. | 1921. | 1931. | 1948. | 1953. | 1961. | 1971. | 1981. | 1991. | 2001. | 2011. | 2021. |